# Zawidz Kościelny (przystanek kolejowy)
Zawidz Kościelny – przystanek kolejowy w Zawidzu Kościelnym, w województwie mazowieckim, w Polsce. Znajduje się tu 1 peron.

## Ruch pasażerski
| Rok  | Wymiana pasażerska na dobę |
| ---- | -------------------------- |
| 2017 | 20-49                      |
| 2022 | 20-49                      |